# 쪽모이 마루
쪽모이 마루(문화어:쪽무이마루)는 파케이(영어:parquet)나 파르케(불어)라고도 하며 쪽무이 방식으로 만든 마루다.

## 같이 보기
- 테셀레이션
- 헤링본 무늬